# Roland-François de Kerhoën de Coëtanfao
 Roland-François de Kerhoënt de Coëtanfao  (né à Séglien le 10 janvier 1662, mort le 2 octobre 1719), est évêque d'Avranches de 1699 à sa mort.

## Biographie
Roland-François de Kerhoënt de Coëtanfao est issu d'une famille noble originaire du diocèse de Vannes. Docteur en théologie du collège de Navarre, ordonné prêtre vers 1689 il devient chanoine et grand chantre de la cathédrale de Saint-Pol-de-Léon.
Désigné comme évêque d'Avranches en 1699, il est confirmé le 5 octobre et consacré en novembre par Jacques Nicolas Colbert, archevêque de Rouen. Il prend possession de son siège l'année suivante. Il participe à l'Assemblée du clergé de 1715 mais en 1718 il accepte d'être le co-consécrateur de l'évêque de Troyes Jacques-Bénigne Bossuet surnommé le Petit par ses adversaires  avec le cardinal de Louis Antoine de Noailles, archevêque de Paris et Charles de Caylus, évêque d'Auxerre, ce qui le fait soupçonner de jansénisme et d'être un adversaire de la bulle pontificale Unigenitus.
Il meurt à Paris et est inhumé dans l'église Saint-Sulpice.